# Anadyr (Stadt)
Anadyr (russisch Ана́дырь, tschuktschisch Кагыргын) ist die Hauptstadt des Autonomen Kreises der Tschuktschen in Russland mit 13.045 Einwohnern (Stand 14. Oktober 2010).
Die Hafenstadt befindet sich an der Küste des Beringmeers an der Mündung des Anadyr in die Bucht von Anadyr. Somit hat sie Verbindung zur Beringstraße.
|                       | Jan   | Feb   | Mär   | Apr   | Mai  | Jun | Jul  | Aug  | Sep | Okt  | Nov   | Dez   |   |       |
| Mittl. Tagesmax. (°C) | −15,4 | −18,7 | −16,6 | −10,0 | 0,5  | 9,7 | 14,4 | 13,0 | 6,8 | −3,5 | −11,7 | −16,1 | ⌀ | −3,9  |
| Mittl. Tagesmin. (°C) | −23,4 | −26,2 | −24,1 | −17,5 | −5,5 | 2,3 | 7,8  | 6,9  | 1,4 | −8,9 | −18,6 | −23,8 | ⌀ | −10,7 |
|                       |       |       |       |       |      |     |      |      |     |      |       |       |   |       |
| Niederschlag (mm)     | 44    | 29    | 22    | 17    | 12   | 23  | 39   | 42   | 27  | 21   | 27    | 41    | Σ | 344   |
|                       |       |       |       |       |      |     |      |      |     |      |       |       |   |       |
| Regentage (d)         | 9     | 6     | 5     | 5     | 4    | 5   | 8    | 9    | 6   | 6    | 6     | 7     | Σ | 76    |

| −23,4 |

| −26,2 |

| −24,1 |

| −17,5 |

| −5,5 |

| 2,3 |

| 7,8 |

| 6,9 |

| 1,4 |

| −8,9 |

| −18,6 |

| −23,8 |

| −23,4 |

| −26,2 |

| −24,1 |

| −17,5 |

| −5,5 |

| 2,3 |

| 7,8 |

| 6,9 |

| 1,4 |

| −8,9 |

| −18,6 |

| −23,8 |

## Geographie
Die Stadt Anadyr liegt an der Spitze eines großen Kaps am Südrand des Anadyr-Ästuars in der Permafrostzone. Das Stadtgebiet liegt an einem sanften Hang, der vom Meer aus ansteigt. Auf der anderen Seite des Anadyr-Flusses erheben sich Berge, deren Gipfel auch im Sommer schneebedeckt sind. Im Westen, jenseits der Stadt, befinden sich große Flächen flacher Tundra.
Die Entfernung von Anadyr nach Moskau beträgt 6192 km.
Anadyr liegt auf einem ähnlichen Breitengrad wie Fairbanks, Alaska, und Oulu, Finnland.

## Geschichte
Die Stadt wurde am 3. August 1889 von dem russischen Militärarzt und Polarforscher Lew Franzewitsch Grinewezki an der Mündung des kleinen Flusses Kasatschka (Казачка) in den Anadyr-Fluss gegründet und Nowo-Mariinsk (Ново-Мариинск) genannt, nach der Zarin Marija Fjodorowna, der Ehefrau des von 1881 bis 1894 regierenden Alexander III.
In den folgenden Jahren entwickelte sich die Siedlung nur langsam; vor allem öffentliche und private Handelslager wurden ausgebaut.
1914 wurde in Anadyr ein Langwellen-Radiosender fertig gestellt – einer der damals leistungsstärksten in Russland. Er ermöglichte die Kommunikation mit Petropawlowsk-Kamtschatski, Ochotsk und Nome in Alaska.
1923 erhielt die Siedlung nach dem Fluss den Namen Anadyr, benannt wie das im 17. Jahrhundert von Semjon Deschnjow weiter flussaufwärts errichtete Fort. Nach der Gründung des Autonomen Kreises (zunächst als „Nationalkreis“) im Jahre 1930 wurde Anadyr 1932 dessen Verwaltungszentrum.
Der Bau eines großen Seehafens Ende der 1950er Jahre gab der Entwicklung der Siedlung einen großen Auftrieb. 1963 wurde am Kasatschka-Fluss ein Damm gebaut, der den Bau einer Wasserleitung nach Anadyr ermöglichte.
1984 wurde der erste regelmäßige Non-Stop-Flug von IL-62-Flugzeugen auf der Strecke Moskau – Anadyr durchgeführt.

### Bevölkerungsentwicklung
| Jahr | Einwohner |
| ---- | --------- |
| 1939 | 3.344     |
| 1959 | 5.859     |
| 1970 | 7.703     |
| 1979 | 12.241    |
| 1989 | 17.094    |
| 2002 | 11.038    |
| 2010 | 13.045    |
| 2018 | 15.604    |

Anmerkung: Volkszählungsdaten

## Wirtschaft
Der Fischereihafen von Anadyr befindet sich auf der Innenseite der gleichnamigen Bucht (Anadyrgolf), dem Süßwasserbecken zugewandt. Nach dem beständigen Abwärtstrend der 1990er Jahre entwickelten sich nach der Jahrtausendwende einige neue Einrichtungen, unter anderem ein Farmbetrieb für Legehennen, dessen Produktion bei etwa 800.000 Eiern pro Jahr liegt, und das im Jahre 2001 erschlossene Erdgasfeld am Zapadnoje ozero (Westsee), mit dem Anadyr durch eine 2002 eröffnete Pipeline verbunden ist. Im selben Jahr wurde das neue Gebäude des Regionalparlamentes fertiggestellt, das vorhandene „Hotel Tschukotka“ wurde renoviert und ein weiteres in Auftrag gegeben.

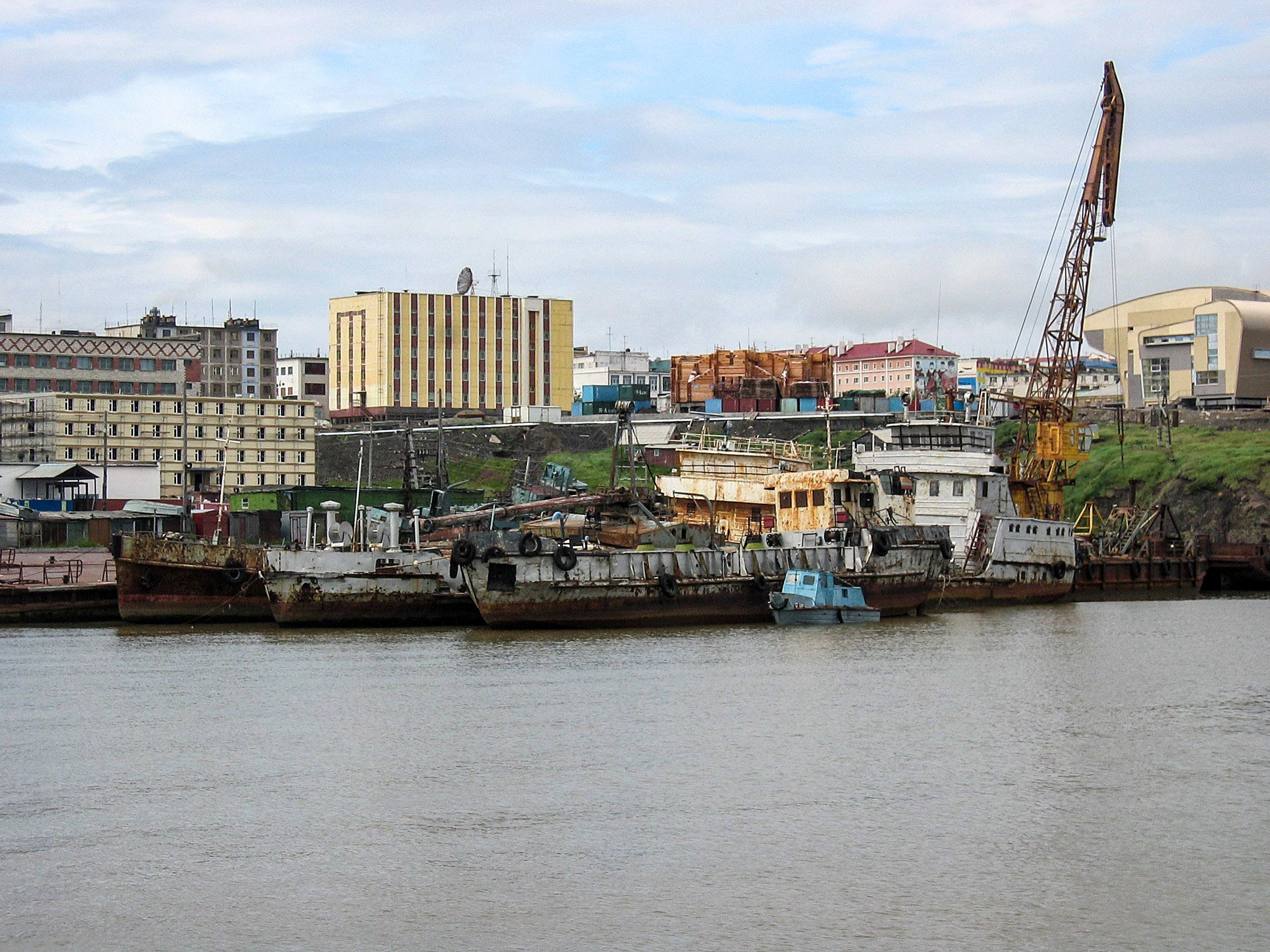
Blick auf die Stadt vom Hafen aus

## Infrastruktur
Anadyr ist ein wichtiger Seehafen am Beringmeer. Die Navigationsperiode dauert vier Monate (vom 1. Juli bis zum 1. November). Von Anadyr bis zum Dorf Lawrentija fährt in dieser Zeit das Passagierschiff „Captain Sotnikov“.
Der Flughafen Ugolny von Anadyr bedient größere und kleinere Städte im russischen Fernen Osten mit Verbindungen z. B. nach Chabarowsk, Wladiwostok und Moskau. Bering Air bietet Charterflüge nach Nome, Alaska in den Vereinigten Staaten an. Der Flughafen befindet sich auf der anderen Seite des Anadyr-Golfes, und von Januar bis Mai erfolgt der Transport vom Flughafen nach Anadyr auf einer Eisstraße. Im Sommer gibt es eine Fähre, die Passagiere über den Anadyr-Fluss zum Flughafen bringt, aber im Frühjahr und Herbst, wenn das Flusseis schmilzt und der Fluss voller treibender Eisschollen ist, ist das einzige Transportmittel zum Flughafen der Hubschrauber.
Befestigte Straßen zu entfernteren Orten gibt es bisher nicht. Im Jahr 2012 begann der Bau einer Fernstraße von Omsuktschan nach Anadyr, die eine ganzjährige Verkehrsverbindung zwischen Anadyr und dem Straßennetz des russischen Fernen Ostens schaffen soll.
Anadyr war einer von drei russischen Anlandungspunkten für das Russian Optical Trans-Arctic Cable System (ROTACS). Hierbei handelte es sich um ein 2012 geplantes optisches Unterseekabel, das das Vereinigte Königreich, Russland und Japan miteinander verbinden sollte. Seit 2017 wird das Projekt nicht mehr weiter verfolgt.

## Persönlichkeiten
- Polnalyubvi (* 2000), Singer-Songwriterin und Fotomodell